# Neolophonotus albibarbis
Neolophonotus albibarbis là một loài ruồi trong họ Asilidae. Neolophonotus albibarbis được Macquart miêu tả năm 1846. Loài này phân bố ở vùng nhiệt đới châu Phi.